# Jean-Jacques Robert (administrateur)
Pour les articles homonymes, voir Jean-Jacques Robert et Robert.
Jean-Jacques Robert, né en 1920 à Bordeaux et mort en 2017 à Calvisson, est un administrateur colonial français.

## Biographie
Après des études de droit « à Bordeaux et à Paris », il s'engage dans les Forces françaises libres pendant l'Occupation, puis intègre la 1re division française libre et prend part à la campagne d'Italie. Il est fait chevalier de la Légion d'honneur et est décoré de la croix de guerre 1939-1945.
En juillet 1978 il devient le commissaire-résident français au condominium des Nouvelles-Hébrides, c'est à dire chef de la moitié française du gouvernement de cette colonie conjointe franco-britannique en Océanie. Son pendant est le commissaire-résident britannique John Stuart Champion. Les Nouvelles-Hébrides s'acheminent alors vers l'indépendance, et des élections législatives en novembre 1977 ont doté le pays de son premier gouvernement autochtone, le gouvernement George Kalsakau, composé de francophones réticents à une indépendance trop rapide. Les anglophones du Vanua'aku Pati, menés par Walter Lini, boycottent toutefois ce gouvernement et ont déclaré fin novembre 1977 un « gouvernement populaire provisoire » et l'indépendance unilatérale du pays. En 1979, les différentes forces politiques s'accordent pour former un gouvernement d'union nationale, le gouvernement Leymang, puis le Vanua'aku Pati remporte les élections de novembre 1979, formant le premier gouvernement Lini, qui doit conduire le pays à l'indépendance en 1980.
Des mouvements sécessionnistes francophones et francophiles éclatent sur l'île d'Espiritu Santo et sur l'île de Tanna. Paul Dijoud, le Secrétaire d'État aux DOM-TOM de la France, ordonne alors à Jean-Jacques Robert de rencontrer le chef des sécessionnistes de Santo, Jimmy Stevens, qui a déclaré une « république de Vemarana » ; le commissaire-résident doit négocier sont acceptation d'une indépendance des Nouvelles-Hébrides unies. Les négociations échouent. À Tanna, des violences ont lieu entre membres du Vanua'aku  Pati et membres des partis dits modérés (francophones) le député modéré Alexis Yolou est assassiné en juin. Les commissaires-résidents Jean-Jacques Robert et Andrew Stuart, en concertation avec le gouvernement Lini, y décrètent l'état d'urgence, ce qui leur permet d'y ramener l'ordre ; le mouvement sécessionniste de Tanna s'estompe. Peu après, le Royaume-Uni fait venir des Royal Marines à Port-Vila, la capitale. Jean-Jacques Robert proteste officiellement auprès d'Andrew Stuart, et indique qu'il interdit l'emploi des forces armées britanniques dans l'archipel. Dans le même temps, certain qu'Alexis Yolou a été assassiné par des membres du Vanu'aku Pati, Jean-Jacques Robert se rend au village de Lowanatom à Tanna, présente personnellement ses condoléances à la famille du jeune défunt, et remet à sa veuve 100 000 francs des Nouvelles-Hébrides, au nom de Paul Dijoud, le secrétaire d'État aux départements et territoires d'outre-mer du gouvernement français, « pour l’aider à élever ses enfants ».
En juillet 1980, à quelques jours de l'indépendance, la France déploie des forces armées à Santo, à la demande du Premier ministre Walter Lini. Jean-Jacques Robert rencontre une nouvelle fois Jimmy Stevens pour tenter de le persuader de renoncer à la sécession, en vain ; les Français n'utilisent toutefois pas leurs forces pour réprimer le mouvement, et provoquent ainsi la colère de Walter Lini. S'adressant aux citoyens français à Santo, Jean-Jacques Robert leur dit que la présence des soldats français les protègera d'un « massacre » que pourraient commettre des soldats britanniques, appuyés par les soldats de la Force de Défense de Papouasie-Nouvelle-Guinée que Walter Lini compte faire venir dès l'indépendance pour écraser la sécession. Les Nouvelle-Hébrides accèdent à l'indépendance le 30 juillet, prenant le nom de « république de Vanuatu », et le mandat des deux commissaires-résidents prend fin le même jour. Le gouvernement Lini fait alors venir des soldats papou-néo-guinéens, qui répriment le mouvement mené par Jimmy Stevens, et se livrent à des violences arbitraires et des pillages à l'encontre de civils francophones ; c'est la « guerre de la noix de coco »,. En novembre, le gouvernement Lini déclare Jean-Jacques Robert persona non grata, l'accusant de complicité dans le mouvement sécessionniste d'Espiritu Santo et lui interdisant tout retour au Vanuatu.